# Amazonina jatai
Amazonina jatai är en kackerlacksart som beskrevs av Rocha e Silva 1974. Amazonina jatai ingår i släktet Amazonina och familjen småkackerlackor. Inga underarter finns listade i Catalogue of Life.